# Xã Blue Mound, Quận Vernon, Missouri
Xã Blue Mound (tiếng Anh: Blue Mound Township) là một xã thuộc quận Vernon, tiểu bang Missouri, Hoa Kỳ. Năm 2010, dân số của xã này là 400 người.